# Pycnomalla auriflua
Pycnomalla auriflua är en tvåvingeart som först beskrevs av Wilhelm Ferdinand Erichson 1841.  Pycnomalla auriflua ingår i släktet Pycnomalla och familjen vapenflugor. Inga underarter finns listade i Catalogue of Life.